# Остено-Клајно (Комо)
Остено-Клајно је насеље у Италији у округу Комо, региону Ломбардија.
Према процени из 2011. у насељу је живело 500 становника. Насеље се налази на надморској висини од 383 м.